# Konvict Muzik
Konvict Muzik ist ein US-amerikanisches Musiklabel aus Atlanta. Es wurde 2005 von Melvin Brown und dem R&B-Sänger Akon als Tochterfirma der Universal Music Group gegründet.
Das Label veröffentlicht Platten aus den Bereichen Hip-Hop, Contemporary R&B und Reggae. 2008 eröffnete Konvict Muzik eine erste Europa Filiale in London.

## Künstler (Auswahl)
| - Akon - A-Wax - American Yard - Brick & Lace - Black Frost - Colby O’Donis | - Cyhi Da Prynce - Torsten Vibes - Kardinal Offishall - Jeffree Star - Money Jay | - Ray Lavender - Red Cafe - Sway DaSafo - Sarkodie - Tami Chynn - T-Pain | - Qwes Kross - Ya Boy |